# Can Caseta
Can Caseta és un assentament iber situat al meandre que fa el riu Ter al seu pas per Manlleu, a la comarca d'Osona, declarat bé cultural d'interès local.
Es troba limitat al nord pel curs del riu Ter. L'abastament d'aigua és molt proper, directament sobre el Ter, i assequible, ja que no hi ha cap espadat gaire accentutat. No s'hi coneixen afloraments minerals i, per l'entorn natural, sembla que l'assentament estava relacionat amb l'explotació agrícola del sòl.
Hi han estat identificades restes de murs, d'habitació i de sitges. Les restes de ceràmica indiquen que, després d'una etapa del bronze final-primer ferro, l'àrea és ocupada al període iber recent, amb continuïtat vers l'època romana, com ho indica la presència de ceràmiques de vernís negre i sigil·lata sudgàl·lica. Es desconeix l'estructura de l'assentament, ja que actualment forma part del nucli urbà de Manlleu i no ha pogut ser excavat en extensió. Tanmateix la topografia i els sondeigs realitzats el 1975 per Elisabet Huntingford i Maria Dolors Molas, i l'estudi que dugué a terme Assumpta Grabolosa, permeteren pensar que es tractava d'un petit nucli d'ocupació en el període iber recent, que es transformà en vil·la romana durant els segles precedents al canvi d'era. No estava fortificat.
El jaciment sembla relacionat amb certes troballes efectuades a principi del segle xx a l'àrea del mas Fugurull. El jaciment se situa a l'antiga via de pas que comunicava amb Ausa (actual Vic) i ran de l'eix del Ter, el qual comunica bona part dels assentaments ibèrics de la zona.